# Genesis (2012)
Genesis (2012) foi um evento de wrestling profissional em formato pay-per-view produzido pela Total Nonstop Action Wrestling, ocorreu no dia 8 de janeiro de 2012 no Impact Wrestling Zone na cidade de Orlando, Florida. Esta foi a sétima edição da cronologia do Genesis.

## Antes do evento
Genesis teve lutas de wrestling profissional envolvendo diferentes lutadores com rivalidades e storylines pré-determinadas que se desenvolveram no Impact Wrestling — programa de televisão da Total Nonstop Action Wrestling (TNA). Os lutadores interpretaram um vilão ou um mocinho seguindo uma série de eventos para gerar tensão, culminando em várias lutas.

## Resultados
| #                              | Lutas | Estipulação                                                                               | Duração |
| ------------------------------ | --- | ----------------------------------------------------------------------------------------- | ------- |
| 1                              | Austin Aries (c) derrotou Kid Kash, Jesse Sorensen e Zema Ion - Ion eliminou Kash. - Sorensen eliminou Ion". - Aries pinou Sorensen. | Four-Corners match pelo TNA X Division Championship                                       | 10:50   |
| 2                              | Devon derrotou D'Angelo Dinero | Singles match                                                                             | 10:20   |
| 3                              | Gunner (com Ric Flair) derrotou Rob Van Dam                                                                                          | Singles match                                                                             | 06:50   |
| 4                              | Gail Kim (c) (com Madison Rayne) derrotou Mickie James por desqualificação.                                                          | Singles match pelo TNA Knockouts Championship                                             | 06:20   |
| 5                              | Abyss derrotou Bully Ray | Monster's Ball match, em caso de derrota Abyss teria que voltar a ser membro do Immortal. | 15:28   |
| 6                              | Crimson e Matt Morgan (c) derrotaram Samoa Joe e Magnus                                                                              | Tag Team match pelo TNA World Tag Team Championship                                       | 09:25   |
| 7                              | Kurt Angle derrotou James Storm | Singles match                                                                             | 13:44   |
| 8                              | Jeff Hardy derrotou Bobby Roode (c) por desqualificação.                                                                             | Singles match pelo TNA World Heavyweight Championship                                     | 19:43   |
| (c) - Campeão(s) antes da luta | |                                                                                           |         |